# Смирнов, Валерий Аркадьевич
Вале́рий Арка́дьевич Смирно́в (журналистский псевдоним — Марк Смирнов; род. 1951, Ленинград, СССР) —  советский и российский общественный деятель, журналист и религиовед.
Сотрудник ряда СМИ: Агентство печати «Новости» (АПН), еженедельник «Московские Новости», еженедельник «Мегаполис-экспресс», Радио "Свобода", NTV.ru, «Независимая газета», «НГ-религии», журнал «Наука и религия».
Главный редактор и издатель альманаха «Диа-Логос: религия и общество» (Москва, Мюнхен, Брюссель).
Создатель и директор международного независимого исследовательского центра «Религия и общество в странах СНГ и Балтии».
Ответственный редактор газеты «НГ-религии» (приложения к «Независимой газете»).
Заместитель главного редактора журнала «Наука и религия».
Исследователь жизни и творчества поэта и религиозного мыслителя Владимира Сергеевича Соловьёва (1853-1900), а также его племянника, поэта-символиста Сергея Михайловича Соловьёва (1885—1942).
Член Экспертной группы по совершенствованию законодательства в сфере свободы совести и религиозных объединений Экспертного совета Комитета Государственной думы по развитию гражданского общества, вопросам общественных и религиозных объединений.
Член Экспертного совета по проведению религиоведческой экспертизы при Министерстве юстиции Российской Федерации.
Советник ректората Московского государственного педагогического университета (МПГУ).

## Биография
Родился в 1951 году в Ленинграде. Отец — Аркадий Павлович Велицкий  - майор медицинской службы. Мать — Анна Александровна Смирнова – сотрудник ректората Ленинградского государственного университета им. Жданова.
В 1965 году окончил 8 классов средней школы и продолжил образование в школе рабочей молодёжи. Совмещал учёбу с работой на Ленинградском заводе по обработке цветных металлов (бывший завод им. Ворошилова). Впоследствии работал на Ленинградском почтамте и в Государственном театре музыкальной комедии.
В 1969 году поступил в Ленинградскую духовную семинарию. В 1971—1972 годах проходил службу в рядах Советской армии. В 1973 году окончил Ленинградскую духовную семинарию. На Пасху 1973 года, в Морском Николо-Богоявленском соборе города Ленинграда, был посвящен в сан священника митрополитом Ленинградским и Новгородским Никодимом (Ротовым).
В 1977 году окончил Ленинградскую духовную академию, получив степень кандидата богословия за диссертацию по теме «Личность и религиозно-нравственные идеалы Владимира Соловьёва». Главы из диссертации опубликованы в журнале "Наука и религия" [Добро как правда: этическая концепция В. Соловьёва // Наука и религия. — 1991. — № 2. — С. 45—47].
Во время учебы в академии был личным секретарём митрополита Ленинградского и Новгородского Никодима (Ротова), сотрудником Ленинградского епархиального управления.
С 1976 по 1978 год настоятель Преображенского кафедрального собора в городе Выборге, с 1978 по 1979 настоятель Казанского собора в городе Луга, Ленинградской области. В 1979 году вышел за штат по собственному прошению.
В 1980-х годах Смирнов становится участником неофициального религиозного движения в СССР. Под его редакцией в эти годы был осуществлен перевод Малого Римского служебника (Missale Romanum Parvum) на русский язык, получивший одобрение известного филолога Сергея Аверинцева. В эти же годы происходит сближение и близкое общение Смирнова с известным православным богословом и писателем протоиереем Александром Менем. Много сил и времени Смирнов уделяет в этот период работе в архивах и собирает в частных собраниях творческие рукописи и материалы к биографии русского религиозного мыслителя Владимира Сергеевича Соловьёва и поэта-символиста, священника Сергея Михайловича Соловьева, что позднее, в 1990-е и 2000-е годы было опубликовано в таких изданиях, как «Вопросы философии» и «Соловьевские исследования», а также в монографии «Последний Соловьев» (2014).
В 1982 году переехал в Москву, где стал работать в издательстве «Советская энциклопедия». Автор нескольких статей в словаре «Русские писатели. 1800—1917». Биографический словарь.
С 1987 года стал заниматься журналистикой, был постоянным автором  и сотрудником еженедельника «Московские новости».
В 1988 году во время празднования 1000-летия Крещения Руси выступал  в программах Центрального телевидения «Взгляд», «Киносерпантин», «Пятое колесо» и др. В 1989 году стал сотрудником Агентства печати «Новости», а также корреспондентом бюллетеня «Религия в СССР» и обозревателем еженедельника «Мегаполис-экспресс».
Совместно с известным социологом и религиоведом Дмитрием Фурманом, Смирнов подготовил и издал сборник статей «На пути к свободе совести», который вышел в издательстве «Прогресс» в 1989 году. Здесь впервые были опубликованы выступления известных в СССР религиозных деятелей, представителей различных религий и христианских конфессий, подняты вопросы необходимости совершенствования советского законодательства о свободе совести и религиозной жизни в стране. См. На пути к свободе совести / сост. и общ. ред. Д. Е. Фурмана и Марка (Смирнова). — М.: Прогресс, 1989. — 496 с. — (Перестройка: гласность, демократия, социализм).
В 1990 году стал московским корреспондентом Радио «Свобода». С 1991 по 1995 год — автор и редактор программы «Религия в современном мире» на Радио Свобода в Мюнхене.
После переезда радио из Мюнхена в Прагу стал сотрудничать с Фондом имени Конрада Аденауэра в ФРГ и до 2000 года был научным стипендиатом этого фонда, подготовил ряд исследований о проблемах религии и общества в странах СНГ и Балтии. См.: Religion und Gesellschaft im postsowjetischen Raum. — Wurzburg: Der Christliche Osten, 1996.
В 1995 году стал главным редактором и издателем альманаха «Диа-Логос: Религия и общество», который выпускался в Москве как ежегодник при поддержке немецкого фонда «Renovabis».
В 2000 году был приглашён в качестве руководителя проекта в холдинг «Медиа-Мост», где основал интернет-издание «Мир религий» (Religio.ru), а также стал руководителем новостного отдела «Религия и общество» на сайте NTVRU.com.
В 2002—2010 годах — ответственный редактор «газеты НГ-Религии» — приложения к «Независимой газете».
С 1 апреля 2010 года — заместитель главного редактора журнала «Наука и религия»
В настоящее время советник ректората Московского государственного педагогического университета (МПГУ).
Активно выступает в качестве комментатора на различных медиаплощадках в Youtube  и Rutube, освещая текущие события религиозно-общественной и политической жизни в стране и мире.